# آرامگاه سید محمد طباطبایی
آرامگاه سید محمد طباطبایی مربوط به دوره قاجار است و در شهرری، میدان مرکزی واقع شده و این اثر در تاریخ ۲۷ مرداد ۱۳۷۷ با شمارهٔ ثبت ۲۰۹۷ به‌عنوان یکی از آثار ملی ایران به ثبت رسیده است.